# Blind Date (1996)
Blind Date is een Nederlandse film in 1996 gemaakt door Theo van Gogh naar een scenario van Valéry Boutade. Achter dit pseudoniem gingen drie mensen schuil: Theo van Gogh, Renée Fokker en Peer Mascini.
In Blind Date speelt een stel, dat elkaar al jaren kent, een rollenspel via contactadvertenties in een poging om met elkaar en met het verlies van een kind om te gaan. In een vertelstem leest hun dode dochtertje, Annabel, voor uit haar dagboek.
De Amerikaanse acteur-regisseur Stanley Tucci bracht in 2007 een gelijknamige Engelstalige versie uit, opgedragen aan Van Gogh.
In 2018 bewerkte Thijs Römer het scenario voor een theaterstuk met hemzelf en zijn ex Katja Schuurman in de hoofdrol. Het stuk werd geregisseerd door Ruut Weissman.

## Verhaal
Blind Date draait, net als Van Goghs eerdere film 06, om de verhouding tussen twee mensen, maar ditmaal komen ze ook face to face. Renée Fokker en Peer Mascini spelen een vrouw en een man die een groot verdriet moeten verwerken, de dood van hun driejarige dochter Annabel. Dat doen ze niet alleen door elkaar te steunen, maar ook door elkaar soms flink op stang te jagen. Het overleden meisje observeert haar ouders vanuit het hiernamaals en geeft via een vertelstem uiting aan haar onvrede met de huidige situatie. Maar heeft de kleine lieveling het recht om papa en mama nu nog lastig te vallen?

## Rolverdeling
| Acteur           | Personage    | Opmerkingen |
| ---------------- | ------------ | ----------- |
| Renée Fokker     | Katja        |             |
| Peer Mascini     | Pom          |             |
| Roeland Fernhout | Barman       |             |
| Wouter Brave     | Tango Danser |             |
| Boris Bergshoeff | Annabel      | baby        |
| Lizet Hupkes     | Annabel      | Vertelstem  |
| Jan Jaspers      |              |             |

## Prijzen en nominaties
- (1996) 3 gouden kalveren
  - (1996) Gouden Kalf - (Beste regie) - Theo van Gogh
  - (1996) Gouden Kalf - (Beste mannelijk hoofdrol) - Peer Mascini
  - (1996) Gouden Kalf - (Beste vrouwelijke hoofdrol) - Renée Fokker

## Trivia
- De gehele film is in slechts acht dagen opgenomen in de casinozaal van het Amsterdamse Hilton hotel.
- Het idee van de film kreeg gestalte in dialogen die geschreven zijn door Kim van Kooten.
- Voor Blind Date zijn er twee eindes gedraaid. In het eerste stopt Pom een revolver in zijn mond, haalt de trekker over en dan komt er opeens een vlaggetje in beeld waarop 'pang' staat. In het tweede schiet hij zich echt overhoop. Het is uiteindelijk in de montage einde twee geworden.
- "van Gogh was na het grote succes van '06' toch alweer vijf keer afgewezen door het Nederlands Filmfonds met andere projecten, en zag geen enkele aanleiding om te denken dat ze Blind Date wél zouden steunen. Hij had dus geen aanvraag ingediend en dacht: "ik doe het zelf wel". Toen de film bijna klaar was heeft hij produktiemaatschappij Bergen gevraagd om voor hem een afwerkingssubsidie bij het Fonds aan te vragen, en dat geld hebben ze gekregen." De film eindigt met Deze film werd mogelijk gemaakt door de Elco Brinkmans Stichting ter bevordering van 'het gezin als hoeksteen van de samenleving.